# Cordillère de Patagonie
La cordillère de Patagonie,, aussi appelée Andes australes ou parfois Andes de Patagonie et cordillère patagonienne, en espagnol : Cordillera Patagónica ou Andes patagónicos, est une chaîne de montagnes d'Argentine et du Chili qui constitue l'extrémité méridionale de la cordillère des Andes.

## Géographie
Bordée à l'ouest par l'océan Pacifique et à l'est par les plateaux et plaines de Patagonie, sa limite septentrionale est la même que celle de la Patagonie, soit la latitude approximative du Seno de Reloncaví, un golfe chilien, tandis que sa limite méridionale est le détroit de Magellan. D'une longueur d'environ 1 350 kilomètres pour une largeur d'environ 150 kilomètres, ce massif culmine au Monte San Valentín à 4 058 mètres d'altitude. Comportant les deux seules calottes glaciaires d'Amérique du Sud, le champ de glace Sud et le champ de glace Nord de Patagonie, cette cordillère se prolonge au sud par la Terre de Feu qui comporte quelques montagnes comme la cordillère Darwin.
En 2021, une caldeira de cinq kilomètres de diamètre à 1 280 mètres d'altitude, le Gran Mate, est découverte dans la cordillère.